# Ловци на работа
„Ловци на работа“ (на английски: Side Hustle) е американски ситком, създаден от Дейв Малкоф, който е излъчен премиерно по Никелодеон на 7 ноември 2020 г. и свършва на 30 юни 2022 г. с два сезона. В сериала участват Джулс Лебланк, Джейдън Бартелс, Исая Крюс, Мичъл Бърг и Жак Чевел.

## Актьорски състав

### Главни герои
- Джулс Лебланк – Лекс
- Джейдън Бартелс – Пресли
- Исая Крюс – Мънчи
- Мичъл Бърг – Фишър
- Жак Чевел – Джагет

### Поддържащи роли
- Дарил С. Браун – Тедуард
- Кърт Ела – Алън
- Меник Гунъратне – София Фугази
- Матю Сато – Спендърс
- Лилимар – Бъкълс
- Рейн Дой – Хориган
- Мат Мартинез – Тай, братовчед на Спендърс
- Лий Мей Голд – Глория
- Люк Мълън – Люк

### Гост звезди
- Ерик Алън Креймър – Брилс[3][4]
- Кесингтън Толман – Руби[3]
- Тери Крюс – Недуорд[5]
- Дарси Лин – Уомбат[6]

## В България
В България сериалът започва излъчване по локалната версия на „Никелодеон“ на 25 април 2021 г.
По-късно е достъпен в стрийминг платформата SkyShowtime под заглавието „Странична работа“.

### Нахсинхронен дублаж
| Роля          | Изпълнител                 |
| ------------- | -------------------------- |
| Лекс          | Далия Георгиева            |
| Пресли        | Ива Канева                 |
| Фишър         | Любомир Димитров           |
| Джагет        | Любомир Желев              |
| Тедуърд       | Росен Русев                |
| Алън          | Стефан Иванов              |
| Ти Ай         | Велизар Емануилов          |
| Мънчи         | Веселин Симеонов           |
| Други гласове | Ева Ралякова Виктор Иванов |

| Обработка           | студио „Про Филмс“          |
| ------------------- | --------------------------- |
| Режисьор на дублажа | Ива Стоянова                |
| Преводачи           | Дара Цветкова Найден Маргов |